# 月尾島
座標: 北緯37度28分31.4秒 東経126度35分52.1秒 / 北緯37.475389度 東経126.597806度

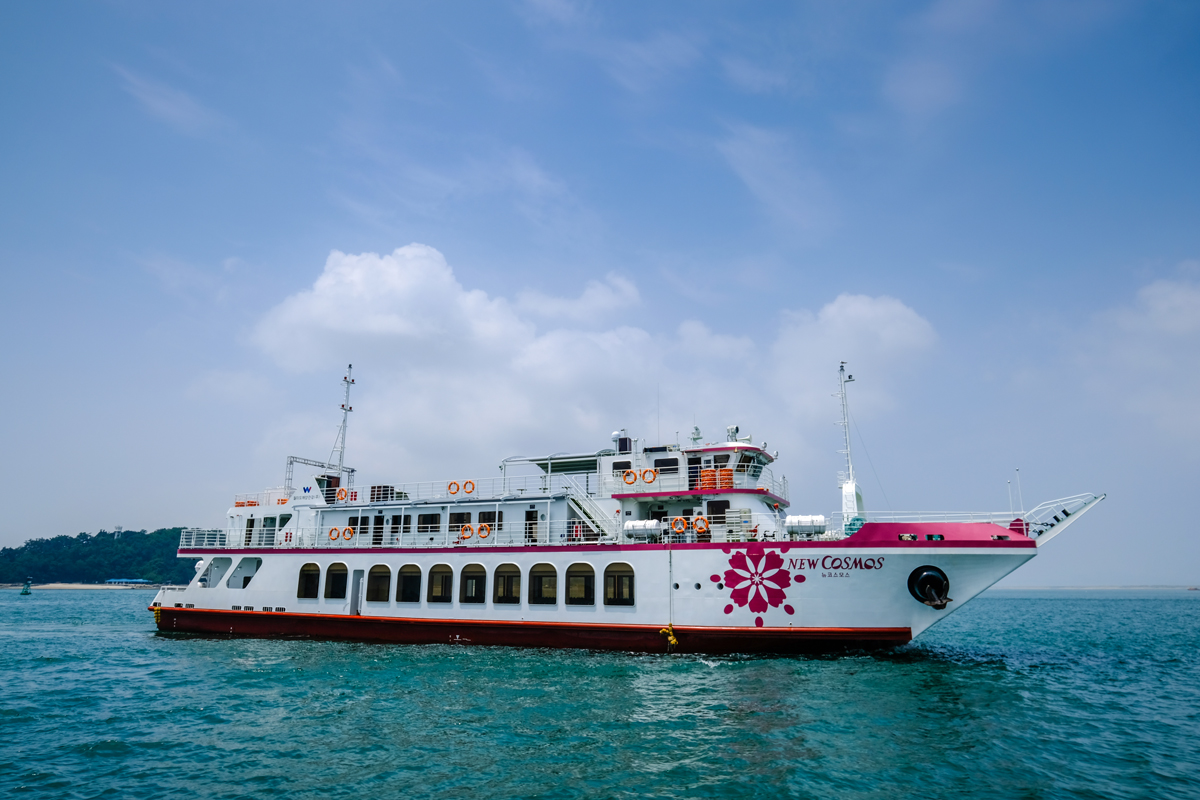
遊覧船

月尾島（ウォルミド、월미도）は、大韓民国仁川広域市中区にある地域。かつては島だったが、埋め立てにより陸地と地続きとなっている。島の形状が半月の尾ひれのようだということから名付けられた。遊覧船乗り場や遊園地があり仁川の代表的な観光地となっている。

## 歴史
大韓帝国時代には、日本海軍基地やロシア石炭倉庫などが相次いで建てられ、列強らによる激しい勢力争いが行われた。1886年の丙寅洋擾時に、仁川近海に停泊したフランス艦隊の隊長の名を取って、外国地図にローズ島として紹介されたりもした。
1891年、日韓間で月尾島地所借入約書 (租借月尾島地基約単)が結ばれた。
1923年に1キロメートルの堤防が築かれ、陸地と連結された時から、遊園地として開発され始めた。そして潮湯（海水を暖めて入浴する施設）、海水プール、別荘などが整備された。
1950年9月15日、朝鮮戦争において国連軍反撃の契機となった仁川上陸作戦が開始。月尾島には国連軍による爆撃が加えられ、死亡もしくは離郷を余儀なくされる者が発生した。そのため後年、島の住民が仁川市や韓国国防部、米国および国連に対して、仁川上陸作戦の賠償金を要求する訴訟を起こしたことがある。 
2009年には、仁川駅から月尾島を結ぶ観光モノレール「月尾銀河レール」が完工した。しかし、安全性の問題が指摘されたために開業延期や設計・計画変更が繰り返された後、2019年10月8日に仁川交通公社が運営する「月尾海列車」として開業した。